# Villel
Villel – gmina w Hiszpanii, w prowincji Teruel, w Aragonii, o powierzchni 85,38 km². W 2011 roku gmina liczyła 347 mieszkańców.